# Ladies European Tour
Die Ladies European Tour (kurz: LET) ist eine jährliche Serie von Golfturnieren für Profigolferinnen. Sie wird hauptsächlich in Europa, aber auch in Australien, Südafrika und Dubai ausgetragen.
Die Turnierserie wurde 1979 eingeführt und hat seither große Schwierigkeiten, sich neben der sehr populären amerikanischen Damen-Turnierserie LPGA Tour zu etablieren. Im Jahr 2011 hat die LET 27 Turniere (davon eines in Deutschland) mit einem Gesamtpreisgeld von ca. 11 Millionen Euro ausgetragen. Die beiden mit Abstand wichtigsten Turniere, das Masters in Frankreich und die Women’s British Open in England, wurden dabei zusammen mit der amerikanischen LPGA durchgeführt.

## Qualifikation
Neben verschiedenen Ausnahmen erhalten grundsätzlich die 90 erfolgreichsten Spielerinnen des Vorjahres eine Tourkarte für die nächste Saison. Maßgeblich dafür ist die Geldrangliste, die so genannte Order of Merit. Alle anderen Profigolferinnen müssen an einem mehrstufigen Qualifikationsturnier, der LET Qualifying School teilnehmen und dort einen der ersten 30 Plätze belegen.

## Deutschsprachige Spielerinnen auf der LET
| Spielerin               | Nationalität |
| ----------------------- | ------------ |
| Denise-Charlotte Becker | Deutschland  |
| Olivia Cowan            | Deutschland  |
| Martina Eberl-Ellis     | Deutschland  |
| Elisabeth Esterl        | Deutschland  |
| Laura Fünfstück         | Deutschland  |
| Nicole Gergely          | Österreich   |
| Bettina Hauert          | Deutschland  |
| Karolin Lampert         | Deutschland  |
| Caroline Masson         | Deutschland  |
| Stefanie Michl          | Österreich   |
| Anja Monke              | Deutschland  |
| Florentyna Parker       | England      |
| Caroline Rominger       | Schweiz      |
| Frederique Seeholzer    | Schweiz      |
| Eva Steinberger         | Österreich   |
| Christine Wolf          | Österreich   |
| Alexandra Försterling   | Deutschland  |

## Gewinner der Order of Merit und anderer Preise
Die Order of Merit wird an die Führende der Geldrangliste der Tour vergeben, wobei in einigen Jahren ein Punktesystem zugrunde gelegt wurde.
Zur Spielerin des Jahres wird von den Tourmitgliedern die Spielerin gewählt, die ihrer Meinung nach am meisten zum Erfolg der Tour beigetragen hat.
Der Rookie-of-the-Year-Preis (in den Jahren 1999 bis 2003 auch als Bill Johnson Trophy bekannt und nun der Ryder Cup Wales Rookie of the Year) wird an die Spielerin vergeben, die in ihrem ersten Profijahr die beste Platzierung in der Order of Merit belegt.
| Jahr | Order of Merit         | Order of Merit       | Spielerin des Jahres | Rookie of the Year Beste Aufsteigerin des Jahres | Niedrigster Durchschnitt an Schlägen | Niedrigster Durchschnitt an Schlägen |
| ---- | ---------------------- | -------------------- | -------------------- | ------------------------------------------------ | ------------------------------------ | ------------------------------------ |
| 2019 | Esther Henseleit       | € 208.660 743.06 pts | Marianne Skarpnord   | Esther Henseleit                                 | Carlota Cingada                      | 69.08                                |
| 2018 | Georgia Hall           | € 512.102 667.73 pts | Georgia Hall         | Julia Engström                                   | Carlota Cingada                      | 69.31                                |
| 2017 | Georgia Hall           | € 368.935            | Georgia Hall         | Camille Chevalier                                | Anna Nordquist                       | 68.17                                |
| 2016 | Beth Allen             | € 313.079            | Beth Allen           | Aditi Ashok                                      | Feng Shanshan                        | 68.80                                |
| 2015 | Feng Shanshan          | € 399.213            | Nicole Broch Larsen  | Emily Kristine Pedersen                          | Feng Shanshan                        | 69.78                                |
| 2014 | Charley Hull           | € 263.097            | Charley Hull         | Amy Boulden                                      | Suzann Pettersen                     | 70.25                                |
| 2013 | Suzann Pettersen       | € 518.448            | Lee-Anne Pace        | Charley Hull                                     | Suzann Pettersen                     | 68.20                                |
| 2012 | Carlota Ciganda        | € 251.290            | Carlota Ciganda      | Carlota Ciganda                                  | Feng Shanshan                        | 69.00                                |
| 2011 | Ai Miyazato            | € 363.080            | Caroline Hedwall     | Caroline Hedwall                                 | Suzann Pettersen                     | 69.36                                |
| 2010 | Lee-Anne Pace          | € 339.518            | Lee-Anne Pace        | In-Kyung Kim                                     | Suzann Pettersen                     | 69.75                                |
| 2009 | Sophie Gustafson       | € 281.315            | Catriona Matthew     | Anna Nordqvist                                   | Catriona Matthew                     | 70.83                                |
| 2008 | Gwladys Nocera         | € 391.840            | Gwladys Nocera       | Melissa Reid                                     | Suzann Pettersen                     | 68.60                                |
| 2007 | Sophie Gustafson       | € 222.081            | Bettina Hauert       | Louise Stahle                                    | Sophie Gustafson                     | 70.96                                |
| 2006 | Laura Davies           | € 471.727            | Gwladys Nocera       | Nikki Garrett                                    | Annika Sörenstam                     | 68.33                                |
| 2005 | Iben Tinning           | € 204.672            | Iben Tinning         | Elisa Serramia                                   | Laura Davies                         | 70.35                                |
| 2004 | Laura Davies           | 777.26 pts           | Stephanie Arricau    | Minea Blomqvist                                  | Laura Davies                         | 70.31                                |
| 2003 | Sophie Gustafson       | 917.95 pts           | Sophie Gustafson     | Rebecca Stevenson                                | Sophie Gustafson                     | 69.93                                |
| 2002 | Paula Marti            | 6.589 pts            | Annika Sörenstam     | Kirsty S. Taylor                                 | Sophie Gustafson                     | 70.59                                |
| 2001 | Raquel Carriedo        | 10.661 pts           | Raquel Carriedo      | Suzann Pettersen                                 | Catriona Matthew                     | 70.08                                |
| 2000 | Sophie Gustafson       | 8.777 pts            | Sophie Gustafson     | Giulia Sergas                                    | Sophie Gustafson                     | 71.21                                |
| 1999 | Laura Davies           | £ 204.522            | Laura Davies         | Elaine Ratcliffe                                 | Laura Davies                         | 70.50                                |
| 1998 | Helen Alfredsson       | £ 125.975            | Sophie Gustafson     | Laura Philo                                      | Laura Davies                         | 71.96                                |
| 1997 | Alison Nicholas        | £ 94.590             | Alison Nicholas      | Anna Berg                                        | Marie-Laure de Lorenzi               | 72.20                                |
| 1996 | Laura Davies           | £ 110.880            | Laura Davies         | Anne-Marie Knight                                | Marie-Laure de Lorenzi               | 71.39                                |
| 1995 | Annika Sörenstam       | £ 130.324            | Annika Sörenstam     | Karrie Webb                                      | Annika Sörenstam                     | 69.75                                |
| 1994 | Liselotte Neumann      | £ 102.750            |                      | Tracy Hanson                                     | Liselotte Neumann                    | 69.56                                |
| 1993 | Karen Lunn             | £ 81.266             |                      | Annika Sörenstam                                 | Laura Davies                         | 71.63                                |
| 1992 | Laura Davies           | £ 66.333             |                      | Sandrine Mendiburu                               | Laura Davies                         | 70.35                                |
| 1991 | Corinne Dibnah         | £ 89.058             |                      | Helen Wadsworth                                  | Alison Nicholas                      | 71.71                                |
| 1990 | Trish Johnson          | £ 83.043             |                      | Pearl Sinn                                       | Trish Johnson                        | 70.64                                |
| 1989 | Marie-Laure de Lorenzi | £ 77.534             |                      | Helen Alfredsson                                 | Marie-Laure de Lorenzi               | 70.84                                |
| 1988 | Marie-Laure de Lorenzi | £ 109.360            |                      | Laurette Maritz                                  | Marie-Laure de Lorenzi               | 72.30                                |
| 1987 | Dale Reid              | £ 53.815             |                      | Trish Johnson                                    | Dale Reid                            | 72.70                                |
| 1986 | Laura Davies           | £ 37.500             |                      | Patricia Gonzalez                                | Laura Davies                         | 72.09                                |
| 1985 | Laura Davies           | £ 21.735             |                      | Laura Davies                                     |                                      |                                      |
| 1984 | Dale Reid              | £ 28.239             |                      | Kitrina Douglas                                  | Dale Reid                            | 73.01                                |
| 1983 | Muriel Thomson         | £ 9.225              |                      |                                                  | Beverly Huke                         | 74.98                                |
| 1982 | Jenny Lee Smith        | £ 12.551             |                      |                                                  |                                      |                                      |
| 1981 | Jenny Lee Smith        | £ 13.518             |                      |                                                  |                                      |                                      |
| 1980 | Muriel Thomson         | £ 8.008              |                      |                                                  |                                      |                                      |
| 1979 | Catherine Panton-Lewis | £ 4.965              |                      |                                                  |                                      |                                      |